# Hypnoidus problematicus
Hypnoidus problematicus là một loài bọ cánh cứng trong họ Elateridae. Loài này được Dolin & Cate miêu tả khoa học năm 2003.